# Bonatea lamprophylla
Bonatea lamprophylla ist eine extrem seltene oder bereits ausgestorbene Orchideenart, die im Greater St. Lucia Wetland Park in der Provinz KwaZulu-Natal in Südafrika endemisch ist oder war. 

## Merkmale
Bonatea lamprophylla erreicht eine Wuchshöhe von 1,2 Meter. Die glänzend dunkelgrünen Laubblätter haben gekräuselte Ränder. Die Knollen sind länglich. Der 160 Millimeter lange Blütenstand besteht aus sechs bis dreizehn Einzelblüten. Die grünen und weißen Blüten sind ungefähr 110 Millimeter lang. Die Blütenblätter sind zweilappig, der obere Lappen ist linear, spitz, aufwärts gebogen und weißlich. Die Lippe ist dreilappig. Der Mittellappen ist linear, stumpf und in der Nähe der Mitte scharf gebogen. Die Seitenlappen sind fadenförmig, hellgrün und zwischen 130 und 160 Millimeter lang. Der Sporn ist an der spitzen Seite anstatt an der abgeflachten Seite geschwollen. Die Blütezeit ist von September bis Oktober.

## Lebensraum
Der Lebensraum sind schattige Plätze in Dünenwäldern. 

## Status
2003 wurde nur noch ein Exemplar nachgewiesen und seitdem gilt die Art als verschollen. Es sind nur drei Populationen von den historischen Fundstellen Lake Sibaya, Mabibi Beach und Lala Nek bekannt. Als größte Bedrohung galten der Raubbau durch Orchideensammler sowie Rodungen. Sie steht in Anhang II des Washingtoner Artenschutzabkommens.